# Посадский, Виктор Николаевич
Виктор Николаевич Посадский (14 марта 1943, Мичуринск, Тамбовская область) — генеральный конструктор, заместитель генерального директора ЗАО «Научно-производственный центр «Алмаз-Фазотрон». Лауреат Государственной премии СССР в области радиоэлектроники, Заслуженный конструктор Российской Федерации, Почетный радист СССР, Почетный работник электронной промышленности, кандидат технических наук. Профессор и заведующий кафедрой Твердотельной электроники СВЧ Саратовского государственного университета им. Н.Г. Чернышевского.

## Биография
Виктор Посадский родился в 1943 году в городе Мичуринск, Тамбовская область.
В 1965 году окончил Саратовский государственный университет им. Н.Г. Чернышевского по специальности «радиофизика».
С 1976 по 2004 год работал старшим преподавателем на кафедре физики твёрдого тела.
С 2004 по 2010 год — профессор кафедры физики твердого тела, с 2010 — заведующий кафедрой.
С 1965 по 1997 год работал на предприятии п/я 52 МЭП (впоследствии НИЭТИН, НИИ «Волна», ГНПП «Алмаз»): инженер, старший инженер, начальник лаборатории, начальник отдела, директор филиала «Микроэлектроника» ГНПП «Алмаз».
С 1997 по 2011 год – генеральный конструктор и первый заместитель генерального директора.
С 2011 по 2015 год – генеральный директор, с 2015 по настоящее время – генеральный конструктор АО «Научно-производственный центр «Алмаз-Фазотрон».
Член Совета по инновациям при Губернаторе Саратовской области
Член Совета ветеранов – руководителей предприятий оборонного комплекса Саратовской области.
Виктор Посадский внес большой вклад в разработку и внедрение в серийное производство нового класса электронных приборов - акустоэлектронных линий задержки – калибраторов БРЛС по дальности и высоте, фильтров на поверхностных акустических волнах, а также твердотельных СВЧ усилителей, СВЧ синтезаторов частот – блоков задающих генераторов БРЛС самолетов МиГ-29, Су-27, Су-30МКИ, Су-35, МиГ-35 и некоторых других радиоэлектронных приборов.

## Награды
- Лауреат Государственной премии СССР в области специальной радиоэлектроники , 1987 год
- Заслуженный конструктор РФ, 2003 год
- Почетный Радист СССР, 1982 год
- Почетный работник электронной промышленности, 1993 год
- Почетный гражданин города Саратова, 2017 год[4]

## Изобретения
- Сверхширокополосный преобразователь частоты с управляемой формой амплитудно- частотной характеристики. Авторы: Семенов Э. А., Посадский В. Н., Тяжлов В. С.,  Кузьмин Ю. А., Ковальчук  А. Г.[5]
- Низкоразмерные фотонные кристаллы СВЧ-диапазона. Взаимодействие сверхвысокочастотного, терагерцового и оптического излучения с полупроводниковыми  микро – и наноструктурами, материалами и биообъектами. Авторы: Д. А. Усанов, С. А. Никитов, А. В. Скрипаль, В. Н. Посадский, В. С. Тяжлов, А. В. Байкин .[6]
- Низкоразмерные волноводные СВЧ-фотонные кристаллы. Авторы: академик Ю. В. Гуляев, член-корреспондент РАН С. А. Никитов, Д.А. Усанов, А. В. Скрипаль, В. Н. Посадский, В. С. Тяжлов, А. В. Байкин.[7]
- СВЧ-умножители высокой кратности. Авторы:Д. А. Усанов, А. В. Скрипаль, В. Н. Посадский, В. С. Тяжлов, Д. В. Григорьев.[8]
- Широкополосная микрополосковая согласованная нагрузка. Патент на изобретение № 2546578. Авторы: Усанов Д. А., Посадский В. Н., Скрипаль А. В., Тяжлов В. С., Жулидов Е. В. Заявка 2013137542/08 от 09.08.2013. Опубликовано 10.04.2015 г.
- Дефектная мода в низкоразмерном волноводном СВЧ фотонном кристалле. Авторы: Д. А. Усанов, А. В. Скрипаль, В. Н. Посадский, В. С. Тяжлов, А. В. Байкин. .[9]